# 인제 단층

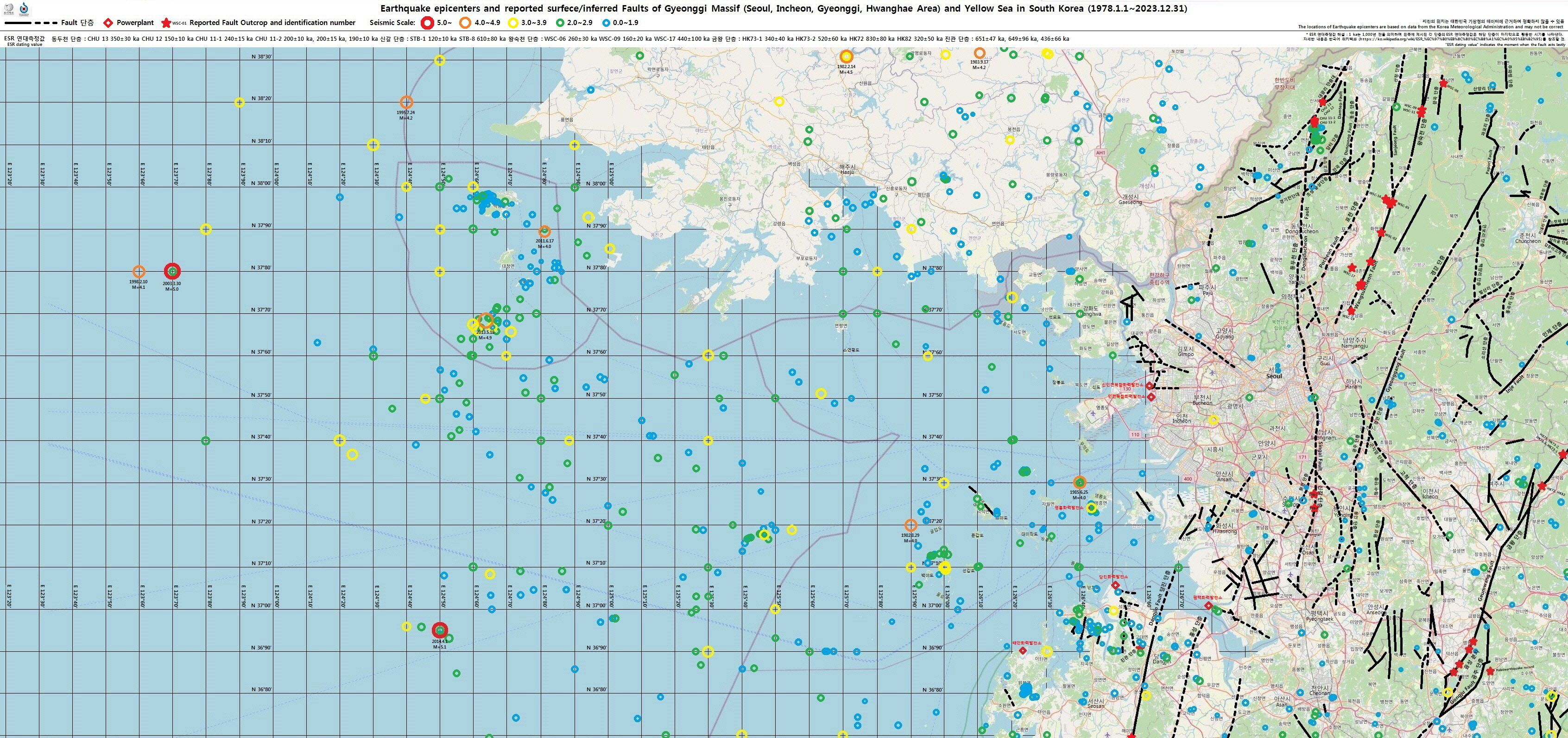
인제 단층 (경기도 지역)

인제 단층(麟蹄 斷層, Inje Fault)은 대한민국 강원특별자치도 고성군에서 시작해 인제군, 홍천군, 양평군 등을 지나 용인시 부근까지 이어지는 한반도 경기 지괴 내 북동-남서 방향의 주향 이동 단층이다. 추가령 단층대의 남동부, 금왕 단층의 북서부에 위치하며, 용인시 처인구 고림동 부근에서 추가령 단층대의 신갈 단층과 만난다. 생성 시기는 중생대로 추정된다.

## 개요
인제 단층의 선상구조를 추적하면 강원특별자치도 고성군 죽왕면 가진리에서 인제군 북면 용대리, 한계리, 원통리, 인제읍, 남면 신남리를 거쳐 홍천군 두촌면 자은리, 역내리, 화촌면 구룡포리와 송정리, 홍천읍 남면, 양평군 청운면 용두리, 단월면, 광주시 곤지암읍 수양리를 지나 경기도 용인시 처인구에 이른다. 이중 양평군 단월면부터 인제군까지는 국도 제44호선과 선형이 일치한다.
인제 단층 홍천 지점에서 채취된 4개 단층시료에 대한 칼륨-아르곤 연대 측정 결과, 87 Ma 이후 3회의 단층 재활동 연대가 확인되었으며 이는 불국사 조산운동에 기인한 것으로 해석된다.

## 지질도폭에서의 보고
- 용두리 지질도폭(1974)에 의하면 용두리편마암복합체 내의 용두리단층은 본역의 석영장석질편마암(PCEqf)과 같은 방향으로 동북쪽으로 연장되며 대체로 수직 단층이다.[3]
- 홍천 지질도폭(1975)에서는 홍천읍에서 북동-남서 방향으로 발달하는 홍천 단층의 존재를 보고하였다. 이 단층은 홍천강유역의 충적층에 의해 거의 대부분의 단층경계가 피복되어 있고 단층에 의해 절단된 기준층(key bed; 열쇠층)을 관찰할 수 없기 때문에 이 단층의 낙차와 수평이동거리는 측정할 수가 없다. 단층선을 따라 암석내에 매우 넓은 파쇄대가 형성되어 있으며 단층경면(Slickenside), 단층점토, 단층각력암 등이 관찰된다. 홍천단층의 방향은 흑운모화강암과 용두리편마암복합체와의 경계와 평행하며 홍천 단층은 화강암체의 관입과도 유관한 것으로 보여진다. 더욱이 화강암체내의 포획암의 배열이 단층선과 평행하다는 사실은 이 단층선에 따라 화강암체 관입 및 전에 약선이 존재해 있었음을 말해 준다." 라고 자세히 설명하고 있다.[4]
- 자은 지질도폭(1975)에서는 홍천강을 따라 북상하여 자은리에 이르는 북동 20~40 주향의 사교 수직단층을 보고하였다.[5]
- 창암장 지질도폭(2012)에 의하면 인제 단층의 선형은 원통리까지 국도 제44호선의 선형과 일치한다. 인제 단층은 경기 육괴가 남향운동을 하는 과정 중에 형성된 역단층으로 해석된다.

## 인제 단층의 노두
보고된 인제 단층의 노두는 다음과 같다.
| 위치                                     | 좌표                                                                          | 지질                | 주향              | 경사            | 성향                     | ESR 연대측정값 | 비고                           |
| ---------------------------------------- | ----------------------------------------------------------------------------- | ------------------- | ----------------- | --------------- | ------------------------ | -------------- | ------------------------------ |
| 강원특별자치도 인제군 북면 한계리        | 북위 38° 08′ 21.31″ 동경 128° 15′ 04.29″ / 북위 38.1392528° 동경 128.2511917° | 선캄브리아기 편마암 | 북동              | 서측으로 급경사 | 역단층성 좌수향 주향이동 | -              | 국도 제44호선 한계교 아래 하상 |
| 강원특별자치도 인제군 부평리             | 북위 37° 59′ 45.89″ 동경 128° 05′ 37.78″ / 북위 37.9960806° 동경 128.0938278° | 선캄브리아기 편마암 | 북북동            | 거의 수직       | 좌수향 주향이동          |                | 부평리 저수지 북동단           |
| 강원특별자치도 인제군 남면 어론리        | 북위 37° 56′ 56.57″ 동경 128° 04′ 23.43″ / 북위 37.9490472° 동경 128.0731750° | 선캄브리아기 편마암 | 북북동            | 거의 수직       |                          |                | 하촌 계곡 하상                 |
| 강원특별자치도 홍천군 두촌면 자은리 북부 | 북위 37° 52′ 59.32″ 동경 128° 01′ 23.07″ / 북위 37.8831444° 동경 128.0230750° | 석영맥 절단         | 남-북 내지 북북동 | 거의 수직       | 우수향 주향이동          | -              | 하상 노두                      |
| 강원특별자치도 홍천군 두촌면 자은리 동부 | 북위 37° 51′ 47.99″ 동경 128° 01′ 51.63″ / 북위 37.8633306° 동경 128.0310083° | 선캄브리아기 편마암 | 남-북 내지 북북동 | 서측으로 급경사 | 정단층성 좌수향 주향이동 | -              | 경수길 경수교 인근             |

## 같이 보기
- 한국의 단층
- 추가령 단층
- 신갈 단층
- 경강 단층
- 금왕 단층
- 홍천군의 지질
- 인제군의 지질
- 한국의 지질
- 한국의 지진
- 단층